# Козаренко Василь Іванович
Василь Іванович Козаренко (нар. 24 липня 1937, село Нові Юрковичі Климовського району, тепер Брянської області, Російська Федерація) — український діяч, гірничий майстер, начальник підземної дільниці шахти «Партизанська» виробничого об'єднання «Антрацит» Ворошиловградської (Луганської) області. Народний депутат України 1-го скликання.

## Біографія
Народився у родині вчителів.
Освіта середня технічна. У 1951—1955 роках — студент Львівського гірничого технікуму, гірничий технік-електромеханік.
У 1955—1960 роках — механік підземної дільниці шахти № 104 тресту «Сніжнеантрацит» смт Залісне Сталінської області. У 1960 році — помічник головного механіка шахти № 27 смт Донбас Сталінської області.
У 1960—1961 роках — старший інженер, виконроб Луганського монтажно-налагоджувального управління.
У 1961—1963 роках — старший інженер, виконроб управління налагоджувальних робіт тресту «Укрсобвуглемонтаж» у місті Сокаль Львівської області.
У 1963—1966 роках — помічник головного механіка шахти «Червоноградська»; механік підземної дільниці, електрослюсар шахти № 4 «Великомостівська» міста Червонограда Львівської області.
У 1966 році — начальник енергоцеху ЦЕММ тресту «Червоноградвугілля» Львівської області.
У 1966—1970 роках — викладач Червоноградського технічного училища Львівської області.
У 1970—1971 роках — прохідник, підземний механік дільниці шахти № 2 і шахти № 10 тресту «Укрсобвуглемонтаж» міста Червонограда. У 1971—1977 роках — підземний механік дільниці, начальник підземної дільниці, гірничий майстер шахти № 2 «Червоноградська» Львівської області. У 1977—1979 роках — гірничий майстер шахти імені XXV з'їзду КПРС міста Червонограда. У 1979—1980 роках — начальник дільниці шахти № 10 міста Червонограда Львівської області.
У 1980—1988 роках — гірничий майстер, начальник дільниці, електрослюсар шахти № 1-2 виробничого об'єднання «Антрацит» міста Антрацит Ворошиловградської області.
З 1988 року — гірничий майстер, начальник підземної дільниці шахти «Партизанська» виробничого об'єднання «Антрацит» Ворошиловградської (Луганської) області.
18.03.1990 року обраний народним депутатом України, 2-й тур, 50,51 % голосів, 11 претендентів. Входив до групи «Промисловці». Секретар Комісії ВР України з питань державного суверенітету, міжреспубліканських і міжнаціональних відносин.